# Herbststraße (Weimar)

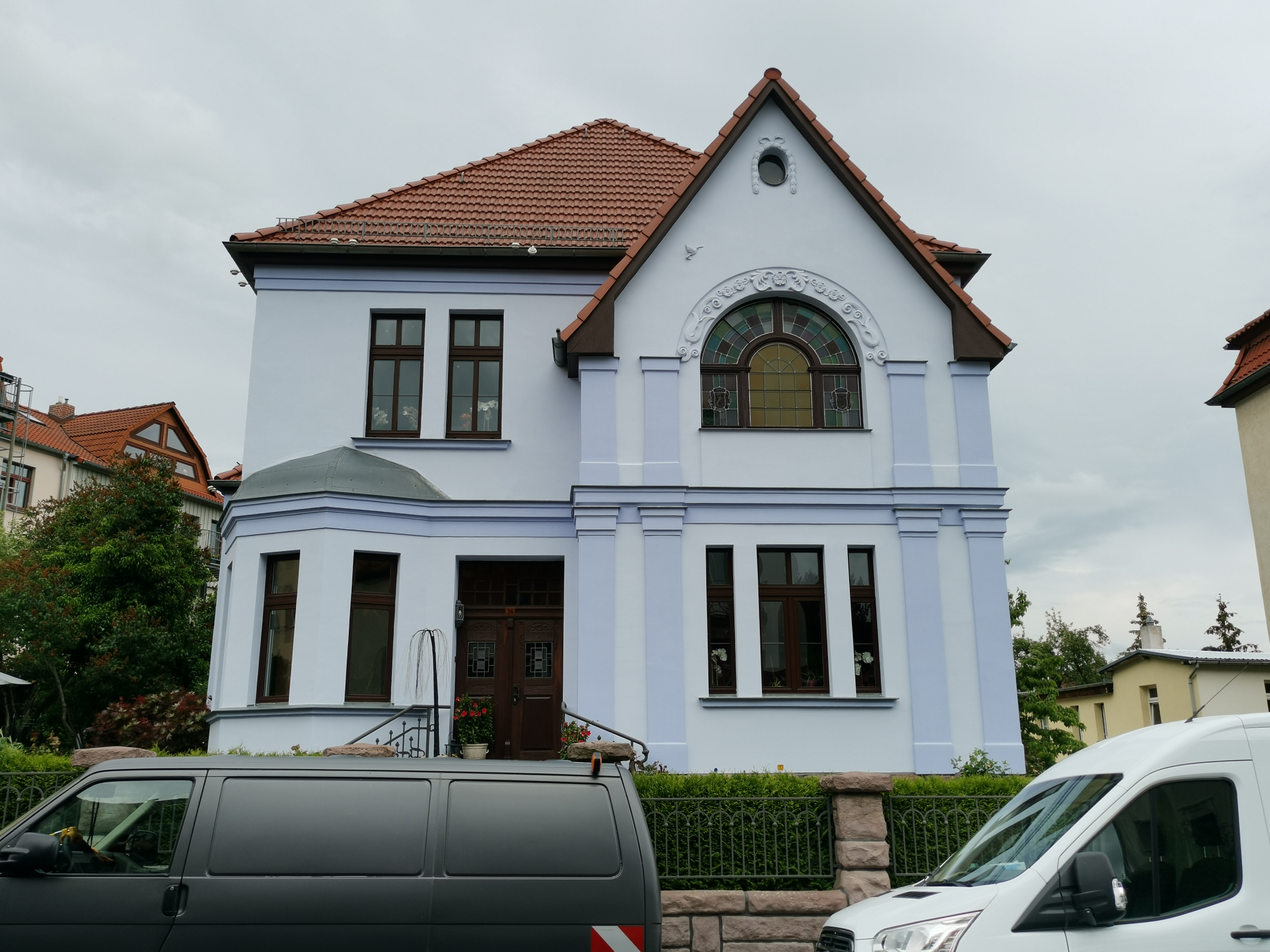
Herbststraße 26

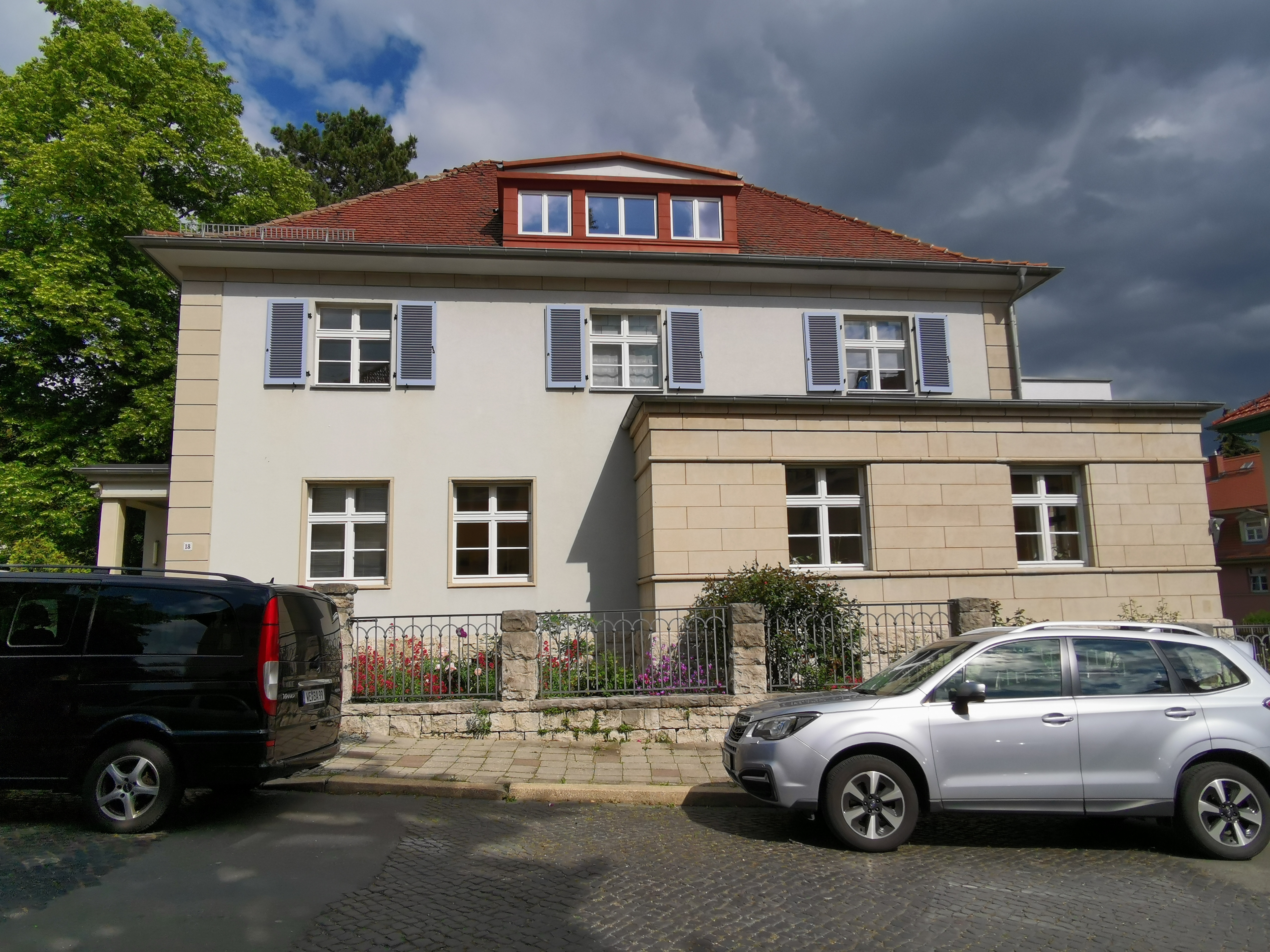
Herbststraße 18

In der Weimarer Nordvorstadt gibt es die Herbststraße. Sie ist eine Straße westlich der Bad Hersfelder Straße, die in der Schwanseestraße im Asbach-Grünzug beginnt und hinter dem Schwanseebad nach Norden verläuft und in der Röhrstraße endet. Sie ist eine Anliegerstraße. An ihr endet die Falkstraße.
Die Herbststraße wurde nach dem Kaufmann Günter Herbst (1841–1906) am 24. Juni 1907 benannt, der der Stadt Weimar eine Stiftung zugunsten der Armen hinterließ.
In der Herbststraße 18 und 26 stehen zwei Wohngebäude, eines im Jugendstil und des Art déco, die auf der Liste der Kulturdenkmale in Weimar (Einzeldenkmale) verzeichnet sind. Im Art–Deco–Stil stehen allerdings auch weitere Gebäude in der Straße.
Sie war ursprünglich einmal länger. Das Stück oberhalb der Röhrstraße wurde 1930 in Dürrstraße umbenannt.  Namensgeber war der Luftschiffbauer Ludwig Dürr (1878–1956). Dort wurden steinzeitliche Funde gemacht.
In der Herbststraße 35 wohnte der mutmaßlich am Mord an dem Reichskanzler Kurt von Schleicher beteiligte SD-Mann Johannes Schmidt. Schmidt hatte überhaupt eine Vielzahl von Wohnsitzen. So wohnte er in Weimar außerdem in der Schwabestraße 2 und 11.